# (6507) 1982 QD
(6507) 1982 QD (1982 QD, 1992 QD1) — астероїд головного поясу.
Тіссеранів параметр щодо Юпітера — 3,611.